# Ontherus amplector
Ontherus amplector är en skalbaggsart som beskrevs av François Génier 1996. Ontherus amplector ingår i släktet Ontherus och familjen bladhorningar. Inga underarter finns listade i Catalogue of Life.